# Macelloides antarctica
Macelloides antarctica är en ringmaskart som beskrevs av Uschakov 1957. Macelloides antarctica ingår i släktet Macelloides och familjen Polynoidae. Inga underarter finns listade i Catalogue of Life.